# Rivière Corbin
Pour les articles homonymes, voir Corbin.
La rivière Corbin est un affluent de la rivière Roggan laquelle se déverse sur le littoral Est de la Baie James. La rivière Corbin coule vers l'ouest dans la municipalité de Eeyou Istchee Baie-James, dans la région administrative du Nord-du-Québec, au Québec, au Canada.

## Géographie
Les principaux bassins versants voisins de la rivière Corbin sont :
- côté nord : rivière au Phoque ;
- côté est : Lac Julian ;
- côté sud : rivière Roggan ;
- côté ouest : rivière Roggan, Baie James.

Le principal plan d'eau de tête de la rivière Corbin est le lac Julian dont la forme est complexe avec ses nombreuses îles, presqu'îles, baies et tributaires. Ce lac est situé à l'ouest du réservoir Robert-Bourassa.
La rivière Corbin coule vers l'ouest, presque en parallèle du côté nord de la rivière Roggan. Cette dernière s'avère l'avant dernière rivière au sud de la Pointe Louis XIV qui délimite la baie James et la baie d'Hudson ; l'embouchure de la rivière est située à 30 km au sud-est de la pointe Louis-XIV.

## Toponymie
Le terme « Corbin » est un patronyme de famille d'origine française.
Le toponyme rivière Corbin a été officialisé le 5 décembre 1968 à la Banque des noms de lieux de la Commission de toponymie du Québec.